# Archie Mayo
Archie Mayo, född 29 januari 1891 i New York, död 4 december 1968 i Guadalajara, Mexiko, var en amerikansk filmregissör, skådespelare och manusförfattare. Han påbörjade sin karriär på 1910-talet och kom att regissera över 80 filmer fram till 1946.
För sina insatser har han tilldelats en stjärna på Hollywood Walk of Fame vid adressen 6301 Hollywood Blvd.

## Filmregi, urval
- 1933 – Hur ska detta sluta?
- 1935 – Casino de Paris
- 1936 – Den förstenade skogen
- 1936 – Hennes livs hemlighet
- 1937 – Den svarta ligan
- 1937 – Gentleman efter midnatt
- 1941 – Charleys tant
- 1942 – Stormdriven
- 1943 – Rivalerna
- 1946 – En ängel vid min skuldra
- 1946 – En natt i Casablanca